# Millstreet
Millstreet (Sráid an Mhuilinn en irlandais) est une ville du comté de Cork en république d'Irlande.

## Géographie
Elle se situe à mi-chemin entre Killarney et Mallow dans le comté de Cork.

## Démographie
En 2020, Millstreet compte environ 1 400 habitants. Elle est en outre, en 2006, la ville d'Irlande ayant le plus fort taux de Polonais, soit 14 %.

## Histoire
La ville est surtout connue pour avoir été la ville hôte du Concours Eurovision de la chanson 1993, elle reste la plus petite ville à avoir accueilli ce concours.
En 2014, elle accueille la 37e EJC (European Juggling Convention).

## Patrimoine
Le Millstreet Country Park est un parc de 250 ha sur fond de la montagne Clara.

## Jumelage
- Pommerit-le-Vicomte[1]